# Đồng(III) oxide
Đồng(III) oxide là một hợp chất vô cơ theo giả thuyết có công thức hóa học Cu2O3. Nó chưa được phân lập dưới dạng một chất rắn tinh khiết. Đồng(III) oxide là thành phần của chất siêu dẫn cuprat. Đồng(III) thường ổn định trong môi trường ion, ví dụ như kali hexaflorocuprat(III).

## Điều chế
- Đồng(III) oxide có thể được tạo ra bằng cách cho đồng(II) hydroxide tác dụng với kali pesunfat và kali hydroxide:

{\displaystyle {\mathsf {2Cu(OH)_{2}+K_{2}S_{2}O_{8}+2KOH\ \xrightarrow {-23^{o}C} \ Cu_{2}O_{3}+2K_{2}SO_{4}+3H_{2}O}}}
- Hoặc thay kali pesunfat bằng kali bipephotphat:

{\displaystyle {\mathsf {2Cu(OH)_{2}+KH_{2}PO_{5}+2KOH\ \xrightarrow {-23^{o}C} \ Cu_{2}O_{3}+K_{3}PO_{4}+4H_{2}O}}}

## Tính chất
- Nó có thể bị phân hủy ở 75 °C (167 °F; 348 K):

{\displaystyle {\mathsf {2Cu_{2}O_{3}\ \xrightarrow {75^{o}C} \ 4CuO+O_{2}\uparrow }}}
- Nó có thể phản ứng với kali peiodat:

{\displaystyle {\mathsf {Cu_{2}O_{3}+4KIO_{4}+10KOH\ \xrightarrow {} \ 2K_{5}Cu(HIO_{6})_{2}+4H_{2}O}}}